# Ctypansa leyna
Ctypansa leyna är en fjärilsart som beskrevs av Druce 1890. Ctypansa leyna ingår i släktet Ctypansa och familjen nattflyn. Inga underarter finns listade i Catalogue of Life.